# Francisco de Benavides y Velasco
Francisco de Santa María O.S.H. (+ Real Monasterio de Santa María de Guadalupe, 15 de mayo de 1560) fue un noble y religioso jerónimo español que alcanzó las dignidades de obispo de Cartagena de Indias (1543-1550), obispo de Mondoñedo (1550-1558) y obispo de Segovia (1558-1560). 

## Biografía
Nacido en el siglo como Francisco de Benavides Velasco, fue hijo de Francisco de Benavides y Manrique, mariscal de Castilla y tercer señor de Frómista, y de Leonor de Velasco y Mendoza, hija de Juan de Velasco, primer conde de Siruela. Recibió una educación señorial, y desde niño sirvió en palacio en la Corte de Carlos I de España, hasta su decisión de ingresar en la Orden de San Jerónimo, en el Real Monasterio de Santa María de Guadalupe, del que más tarde fue prior.
En 1543 fue proveído obispo de Cartagena de Indias, donde soportó los ataques de los piratas, hasta que en 1550 es nombrado obispo de Mondoñedo, y como tal acudió al Concilio de Trento en 1552. El 21 de octubre de 1558 fue promovido obispo de Segovia, diócesis de la que tomó posesión el 28 de enero de 1559. Tras el fallecimiento de Diego Tavera Ponce de León, obispo de Jaén fue nombrado para ocupar dicha silla, pero antes de recibir las bulas de su nombramiento, y encontrándose enfermo, se trasladó a Toledo y de allí al monasterio de Guadalupe, donde falleció el 15 de mayo de 1560, siendo sepultado en el claustro de los Priores.
| Predecesor: Jerónimo de Loayza            | Obispo de Cartagena de Indias 1543-1550 | Sucesor: Gregorio de Beteta    |
| Predecesor: Diego Soto Valera             | Obispo de Mondoñedo 1550-1558           | Sucesor: Pedro Maldonado       |
| Predecesor: Gaspar de Zúñiga y Avellaneda | Obispo de Segovia 1558-1560             | Sucesor: Martín Pérez de Ayala |